# Benjamin Pavard
Benjamin Jacques Marcel Pavard (Maubeuge, Alta Francia, 28 de marzo de 1996) es un futbolista francés que juega en la posición de defensa en el Inter de Milán de la Serie A.

## Inicios
Benjamin Pavard inició su relación con el fútbol en el año 2003 en el US Jeaumont para, dos años después, pasar al Lille OSC, donde completaría su formación a través de la todas las instancias formativas de esa institución.

## Trayectoria

### Lille O. S. C.
Tras pasar por el equipo "B" del Lille OSC, debutó como titular en el primer equipo el 31 de enero de 2015, ante el Nantes en un partido que su equipo empataría 1-1. El 15 de marzo jugó su segundo encuentro contra el Rennes en una victoria 3-1 por la Ligue 1 2014-15.

### Alemania
El 30 de agosto de 2016 firmó un contrato por cuatro años con el VfB Stuttgart. Durante esa temporada, el Stuttgart jugó en la 2. Bundesliga, en la que fue campeón, por segunda vez en su historia, con 69 puntos y volvió a la Bundesliga tras un año de ausencia junto con el Hannover 96. 
La siguiente temporada, debutó en la Bundesliga. Su primer gol en la 1. Bundesliga fue en la goleada por 3-0 ante el Friburgo, en el que el 2.º gol en el 45+4.
Debido a su buen rendimiento y al interés equipos europeos como el Liverpool, el Tottenham, el FC Barcelona, el Bayern de Múnich o el RB Leipzig, renovó su contrato con el cuadro alemán el 20 de diciembre de 2017 con duración hasta 2021.
El 9 de enero de 2019 se hizo oficial su fichaje al Bayern de Múnich por cinco temporadas a partir del 1 de julio, cláusula por la que se pagaron 35 millones de euros.
El 11 de febrero de 2021 anotó el único gol de la final del Mundial de Clubes, permitiendo así que el equipo lograra el título y se convirtiera en el segundo club en toda la historia en conseguir el sextete.

### Italia
Después de cuatro años en el equipo muniqués, en los que marcó 12 goles en 163 partidos, en agosto de 2023 fue traspasado al Inter de Milán.

## Selección nacional

### Selecciones juveniles
Pavard fue parte de la selección de fútbol sub-19 de Francia y de la selección de fútbol sub-21 de Francia.

### Selección absoluta
El 10 de noviembre de 2017 debutó con la selección de fútbol de Francia en un amistoso ante Gales en una victoria 2-0 bajo la dirección técnica de Didier Deschamps. El 14 de noviembre jugó su segundo partido en un amistoso ante Alemania que terminó con empate 2-2.
El 14 de marzo de 2018 fue convocado nuevamente por Deschamps para los amistosos que ante Colombia y Rusia de cara a la Copa Mundial de Fútbol de 2018.
El 17 de mayo de 2018 Deschamps lo incluyó en la lista de 23 para el Mundial de Rusia como titular y jugando como lateral derecho, a pesar de su posición original de defensa central. En esta competición, de la que se consagraría campeón, marcó su primer gol en mundiales frente a la selección de Argentina en octavos de final, que tras votación de la gente fue elegido como el mejor gol de la Copa.

### Participaciones en Mundiales
| Mundial           | Sede  | Resultado  | Partidos | Goles |
| ----------------- | ----- | ---------- | -------- | ----- |
| Copa Mundial 2018 | Rusia | Campeón    | 6        | 1     |
| Copa Mundial 2022 | Catar | Subcampeón | 1        | 0     |

### Participaciones en Eurocopas
| Copa          | Sede     | Resultado        | Partidos | Goles |
| ------------- | -------- | ---------------- | -------- | ----- |
| Eurocopa 2020 | Europa   | Octavos de final | 3        | 0     |
| Eurocopa 2024 | Alemania | Semifinales      | 0        | 0     |

### Goles internacionales
| Goles | Fecha                   | Lugar                                    | Oponente  | Marcador | Resultado | Competición                         |
| ----- | ----------------------- | ---------------------------------------- | --------- | -------- | --------- | ----------------------------------- |
| 1.    | 30 de junio de 2018     | Kazán Arena, Kazán                       | Argentina | 2–2      | 4–3       | Copa Mundial de 2018                |
| 2.    | 17 de noviembre de 2020 | Stade de France, Saint-Denis             | Suecia    | 2–1      | 4–2       | Liga de Naciones de la UEFA 2020-21 |
| 3.    | 27 de marzo de 2023     | Estadio Aviva, Dublín                    | Irlanda   | 0–1      | 0–1       | Clasificación para la Eurocopa 2024 |
| 4.    | 17 de octubre de 2023   | Estadio Pierre-Mauroy, Villeneuve-d'Ascq | Escocia   | 1–1      | 4–1       | Amistoso                            |
| 5.    | 17 de octubre de 2023   | Estadio Pierre-Mauroy, Villeneuve-d'Ascq | Escocia   | 2–1      | 4–1       | Amistoso                            |

## Estadísticas

### Clubes
Actualizado al último partido disputado el 18 de junio de 2025.
| Club | Div.          | Temporada     | Liga(1) | Liga(1) | Liga(1) | Copas nacionales(2) | Copas nacionales(2) | Copas nacionales(2) | Torneos internacionales(3) | Torneos internacionales(3) | Torneos internacionales(3) | Total(4) | Total(4) | Total(4) |
| Club | Div.          | Temporada     | Part.   | Goles   | Asist.  | Part.               | Goles               | Asist.              | Part.                      | Goles                      | Asist.                     | Part.    | Goles    | Asist.   |
| --- | ------------- | ------------- | ------- | ------- | ------- | ------------------- | ------------------- | ------------------- | -------------------------- | -------------------------- | -------------------------- | -------- | -------- | -------- |
| Lille O. S. C. Francia | 1.ª           | 2014-15       | 8       | 0       | 0       | 0                   | 0                   | 0                   | ―                          | ―                          | ―                          | 8        | 0        | 0        |
| Lille O. S. C. Francia | 1.ª           | 2015-16       | 13      | 0       | 0       | 4                   | 0                   | 0                   | ―                          | ―                          | ―                          | 17       | 0        | 0        |
| Lille O. S. C. Francia | Total club    | Total club    | 21      | 0       | 0       | 4                   | 0                   | 0                   | 0                          | 0                          | 0                          | 25       | 0        | 0        |
| VfB Stuttgart · Alemania | 2.ª           | 2016-17       | 21      | 1       | 2       | 0                   | 0                   | 0                   | 0                          | 0                          | 0                          | 21       | 1        | 2        |
| VfB Stuttgart · Alemania | 1.ª           | 2017-18       | 34      | 1       | 0       | 2                   | 0                   | 0                   | ―                          | ―                          | ―                          | 36       | 1        | 0        |
| VfB Stuttgart · Alemania | 1.ª           | 2018-19       | 31      | 0       | 0       | 0                   | 0                   | 0                   | ―                          | ―                          | ―                          | 31       | 0        | 0        |
| VfB Stuttgart · Alemania | Total club    | Total club    | 86      | 2       | 2       | 2                   | 0                   | 0                   | 0                          | 0                          | 0                          | 88       | 2        | 2        |
| Bayern de Múnich · Alemania | 1.ª           | 2019-20       | 32      | 4       | 4       | 7                   | 0                   | 0                   | 8                          | 0                          | 2                          | 47       | 4        | 6        |
| Bayern de Múnich · Alemania | 1.ª           | 2020-21       | 24      | 0       | 0       | 2                   | 0                   | 0                   | 10                         | 1                          | 2                          | 36       | 1        | 2        |
| Bayern de Múnich · Alemania | 1.ª           | 2021-22       | 25      | 0       | 1       | 1                   | 0                   | 0                   | 10                         | 0                          | 1                          | 36       | 0        | 2        |
| Bayern de Múnich · Alemania | 1.ª           | 2022-23       | 30      | 4       | 1       | 4                   | 1                   | 0                   | 9                          | 2                          | 0                          | 43       | 7        | 1        |
| Bayern de Múnich · Alemania | 1.ª           | 2023-24       | 0       | 0       | 0       | 1                   | 0                   | 0                   | ―                          | ―                          | ―                          | 1        | 0        | 0        |
| Bayern de Múnich · Alemania | Total club    | Total club    | 111     | 8       | 6       | 15                  | 1                   | 0                   | 37                         | 3                          | 5                          | 163      | 12       | 11       |
| Inter de Milán · Italia | 1.ª           | 2023-24       | 23      | 0       | 2       | 3                   | 0                   | 1                   | 5                          | 0                          | 0                          | 31       | 0        | 3        |
| Inter de Milán · Italia | 1.ª           | 2024-25       | 23      | 0       | 1       | 2                   | 0                   | 0                   | 13                         | 1                          | 0                          | 38       | 1        | 1        |
| Inter de Milán · Italia | Total club    | Total club    | 46      | 0       | 3       | 5                   | 0                   | 1                   | 18                         | 1                          | 0                          | 69       | 1        | 4        |
| Total carrera | Total carrera | Total carrera | 264     | 10      | 11      | 26                  | 1                   | 1                   | 55                         | 4                          | 5                          | 345      | 15       | 17       |
| (1) Incluye datos del play-off de ascenso y descenso de Alemania. (2) Incluye datos de la Copa de Francia, Copa de la Liga de Francia, Copa de Alemania, Supercopa de Alemania, Copa Italia y Supercopa de Italia. (3) Incluye datos de la Liga de Campeones de la UEFA, Supercopa de Europa y Copa Mundial de Clubes de la FIFA. (4) No incluye goles en partidos amistosos. |               |               |         |         |         |                     |                     |                     |                            |                            |                            |          |          |          |

### Selección nacional
La siguiente tabla detalla los encuentros disputados y los goles marcados por Pavard con la selección francesa.
| Sub-19 Francia | 2015  | 0  | 0 | 0 | 1  | 0 | 0 | 2 | 0 | 0 | - | - | - | 3  | 0 | 0 |
| Sub-19 Francia | Total | 0  | 0 | 0 | 1  | 0 | 0 | 2 | 0 | 0 | 0 | 0 | 0 | 3  | 0 | 0 |
| Sub-21 Francia | 2015  | 0  | 0 | 0 | 4  | 0 | 0 | - | - | - | - | - | - | 4  | 0 | 0 |
| Sub-21 Francia | 2016  | 3  | 0 | 0 | 3  | 0 | 0 | - | - | - | - | - | - | 6  | 0 | 0 |
| Sub-21 Francia | 2017  | 0  | 0 | 0 | 3  | 0 | 2 | - | - | - | - | - | - | 3  | 0 | 2 |
| Sub-21 Francia | Total | 3  | 0 | 0 | 10 | 0 | 2 | 0 | 0 | 0 | 0 | 0 | 0 | 13 | 0 | 2 |
| Absoluta Francia | 2017  | 2  | 0 | 0 | -  | - | - | - | - | - | - | - | - | 2  | 0 | 0 |
| Absoluta Francia | 2018  | 6  | 0 | 1 | 4  | 0 | 0 | - | - | - | 6 | 1 | 0 | 16 | 1 | 1 |
| Absoluta Francia | 2019  | 1  | 0 | 0 | 8  | 0 | 1 | - | - | - | - | - | - | 9  | 0 | 1 |
| Absoluta Francia | Total | 9  | 0 | 1 | 12 | 0 | 1 | 0 | 0 | 0 | 6 | 1 | 0 | 27 | 1 | 2 |
| Total | Total | 12 | 0 | 1 | 23 | 0 | 3 | 2 | 0 | 0 | 6 | 1 | 0 | 43 | 1 | 4 |
| (1) Incluye datos de clasificación europea, mundialista y Liga de Naciones de la UEFA. (2) Incluye datos del Campeonato Europeo de la UEFA Sub-19. |       |    |   |   |    |   |   |   |   |   |   |   |   |    |   |   |

### Resumen estadístico
| Competición            | Partidos | Goles | Asistencias | Promedio |
| ---------------------- | -------- | ----- | ----------- | -------- |
| Liga                   | 250      | 10    | 11          | 0.04     |
| Copas nacionales       | 24       | 1     | 1           | 0.04     |
| Copas internacionales  | 46       | 3     | 5           | 0.04     |
| Selección de Francia   | 54       | 5     | 2           | 0.09     |
| Selecciones inferiores | 16       | 0     | 2           | 0        |
| Total                  | 390      | 19    | 21          | 0.05     |

## Palmarés

### Títulos nacionales
| Título                | Club             | País     | Año     |
| --------------------- | ---------------- | -------- | ------- |
| 2. Bundesliga         | VfB Stuttgart    | Alemania | 2016-17 |
| 1. Bundesliga         | Bayern de Múnich | Alemania | 2019-20 |
| Copa de Alemania      | Bayern de Múnich | Alemania | 2019-20 |
| Supercopa de Alemania | Bayern de Múnich | Alemania | 2020    |
| 1. Bundesliga         | Bayern de Múnich | Alemania | 2020-21 |
| Supercopa de Alemania | Bayern de Múnich | Alemania | 2021    |
| 1. Bundesliga         | Bayern de Múnich | Alemania | 2021-22 |
| Supercopa de Alemania | Bayern de Múnich | Alemania | 2022    |
| 1. Bundesliga         | Bayern de Múnich | Alemania | 2022-23 |
| Supercopa de Italia   | Inter de Milán   | Italia   | 2023    |
| Serie A               | Inter de Milán   | Italia   | 2023-24 |

### Títulos internacionales
| Título                       | Club (*)             | Sede     | Año     |
| ---------------------------- | -------------------- | -------- | ------- |
| Copa Mundial de Fútbol       | Selección de Francia | Rusia    | 2018    |
| Liga de Campeones de la UEFA | Bayern de Múnich     | Lisboa   | 2019-20 |
| Supercopa de la UEFA         | Bayern de Múnich     | Budapest | 2020    |
| Copa Mundial de Clubes       | Bayern de Múnich     | Catar    | 2020    |
| Liga de Naciones de la UEFA  | Selección de Francia | Italia   | 2020-21 |

(*) Incluyendo la selección.

### Distinciones individuales
| Distinción                              | Año  |
| --------------------------------------- | ---- |
| Mejor gol de la Copa Mundial de la FIFA | 2018 |